# Liste der Monuments historiques in Valoreille
Die Liste der Monuments historiques in Valoreille führt die Monuments historiques in der französischen Gemeinde Valoreille auf.

## Liste der Objekte
| Bezeichnung   | Beschreibung | Standort                                | Kennzeichnung | Schutzstatus | Datum | Bild |
| ------------- | --- | --------------------------------------- | ------------- | ------------ | ----- | ---- |
| Messgeschirr  | Kelch, Patene, Tablett und zwei Messkännchen; Silber, vergoldet, 18. Jahrhundert, Goldschmied Jacques Bernardet (zugeschrieben) | in der Kirche St-François-Xavier (Lage) | PM25001381    | Classé       | 1966  |      |
| Weihrauchfass | Silber, gemarkt 1744, Goldschmied Jean-François Thiébaud                                                                        | in der Kirche St-François-Xavier (Lage) | PM25001382    | Classé       | 1966  |      |
| Glocke        | Bronze, 1763 gegossen | in der Kirche St-François-Xavier (Lage) | PM25001380    | Classé       | 1942  |      |